# تام هیتون
توماس دیوید هیتون (انگلیسی: Thomas David Heaton؛ زادهٔ ۱۵ آوریل ۱۹۸۶) بازیکن فوتبال اهل انگلستان است.